# 코라도 세그레
코라도 세그레(이탈리아어: Corrado Segre, 1863년 8월 20일 ~ 1924년 5월 18일)는 이탈리아의 수학자이다. 대수기하학의 초기 발달에 공헌하였다.

## 생애
1863년 8월 20일 이탈리아 쿠네오현 살루초(이탈리아어: Saluzzo)에서 유대인 가정에 태어났다. 아버지는 아브라모 세그레(이탈리아어: Abramo Segre)였고, 어머니는 에스텔라 데베네데티(이탈리아어: Estella De Benedetti)였다. 세그레의 당질(堂姪)인 베니아미노 세그레(영어: Beniamino Segre) 역시 유명한 수학자가 되었다.
토리노 대학교에 입학하여, 엔리코 도비디오(이탈리아어: Enrico D’Ovidio) 밑에서 공부하였고, 1883년에 사영 공간 속의 이차 곡면에 대한 박사 학위 논문을 출판하였다. 1885년에 토리노 대학교에서 사영기하학을 강의하기 시작하였고, 1888년에 기하학 정교수가 되었다.
세그레는 펠릭스 클라인의 에를랑겐 프로그램에 영향을 받았으며, 제자 지노 파노에게 이탈리아어 번역을 지시하였다. 파노의 번역은 1890년에 출판되었다. 세그레와 주세페 페아노는 동시대에 토리노 대학교에 교수로 있었으며, 당대의 토리노 대학교는 기하학의 중심지 가운데 하나를 이루었다.
1924년 5월 18일 토리노에서 사망하였다.

## 참고 문헌
- Baker, Henry Frederick (1926). “Corrado Segre”. 《Journal of the London Mathematical Society》 (영어) 1 (4): 263–271. doi:10.1112/jlms/s1-1.4.263. JFM 52.0032.08..
- Coolidge, Julian Lowell (1927년 5월). “Corrado Segre”. 《Bulletin of the American Mathematical Society》 (영어) 33 (3): 352–357. doi:10.1090/S0002-9904-1927-04373-7. JFM 53.0034.09. MR 1561376.